# Vivian Castleberry
Vivian Anderson Castleberry (Texas, 8 de abril de 1922 – 4 de outubro de 2017) foi uma editora de jornal americana, jornalista e ativista dos direitos das mulheres, eleita para o Texas Women's Hall of Fame em 1984.

## Biografia
Ela foi criada no leste do Texas e ingressou na profissão de jornalista antes de entrar na faculdade. Castleberry frequentou a Universidade Metodista Meridional em Dallas, no Texas, graduando-se em 1944 em jornalismo. Em 1999, ela recebeu um título honorário de Doutora em Letras Humanas da SMU, em reconhecimento por seu trabalho marcante em "concentrar a atenção do público nas questões básicas de igualdade e justiça". Ela também é uma Aluna Distinta da SMU.

## Carreira profissional
Durante seus anos de graduação na SMU, Castleberry trabalhou para o jornal da escola, passando de escritora a editora de recursos para editora assistente e, finalmente, editora em seu primeiro ano.

Começando em 1956 e continuando até 1984, Castleberry ocupou o cargo de editora feminina da seção Living do Dallas Times Herald. Seu trabalho ficou conhecido por suas visões objetivas da cultura do norte do Texas; como ela ganhou notoriedade por expor tabus culturais, ela encontrou resistência por outros redatores do Times Herald:
"Ela lembrou que um redator se aproximou dela em um corredor e perguntou o que aconteceu com a 'menina' que eles contrataram que 'realmente acreditava em Deus, país, maternidade e torta de maçã'. Ela respondeu: "Você me contratou e me enviou para ver como era o mundo real. E descobri que as histórias não acontecem no Petroleum Club e no Dallas Country Club."

Castleberry é considerada pioneira e modelo para redação de páginas femininas, usando seu notável papel editorial para fornecer evidências do verdadeiro cenário dos direitos das mulheres na Dallas dos anos 1960.
"Vivian tem sido verdadeiramente um modelo e mentora para inúmeras mulheres nesta comunidade... Ela buscou todas as oportunidades para contar as histórias substantivas de mulheres – não apenas a penugem e o brilho – e isso também significava pressionar pela cobertura de mulheres de cor... Vivian é muito amada nesta comunidade e alcançou status icônico como pioneira no jornalismo que não se contentou em perpetuar o status quo das 'páginas de mulheres'."
No Times Herald, Castleberry supervisionou a transformação da seção feminina de conteúdo conservador de Dallas para uma seção holística de estilo de vida feminino. Publicando "tópicos sérios e oportunos sobre mulheres", Castleberry escreveu sobre tópicos frequentemente excluídos de outros jornais, como violência doméstica, desigualdades de gênero no trabalho e abuso infantil.
Durante esse tempo, Castleberry foi a primeira mulher eleita para o conselho editorial do jornal. Além disso, ela é conhecida por ter sido uma pioneira no equilíbrio da vida feminina pessoal e profissional, pois continuou a trabalhar (após as licenças iniciais) após o nascimento de cada um dos filhos.
Ao longo de sua carreira, Castleberry ganhou vários prêmios de jornalismo, incluindo dois da United Press International e vários Penney-Missouri Awards por excelência de páginas femininas, entre outros. Em 1984, Castleberry entrou no Texas Women's Hall of Fame.
Castleberry também fundou o Centro Feminino de Dallas. Em 1988, ela presidiu uma conferência internacional de mulheres, Global Peace, um evento que atraiu 2 000 participantes de 37 estados e 57 países.
Em 1989, ela foi selecionada para participar do Women in Journalism Oral History Project da Washington Press Foundation, uma das quatro jornalistas de páginas femininas incluídas. As outras eram Marie Anderson, Dorothy Jurney e Marjorie Paxson.

## Vida pessoal
Ela se casou com Curtis W. Castleberry. O casal é pai de cinco filhas.
Vivan Castleberry morreu em 4 de outubro de 2017 de complicações do câncer de mama.

## Obras publicadas
- Castleberry, Vivian (1994). Daughters of Dallas : a History of Greater Dallas Through the Voices and Deeds of its Women (em inglês). Dallas, TX: Odenwald Press. ISBN 9780962321689
- Castleberry, Vivian; Raggio, Louise Ballerstedt (2003). Texas Tornado : the Autobiography of a Crusader for Women's Rights and Family Justice (em inglês). New York, NY: Citadel Press. ISBN 9780806524481
- Castleberry, Vivian (2004). Sarah--the Bridge Builder : Dowager of a Dallas Dynasty (em inglês). Dallas, TX: Odenwald Press. ISBN 9781884363191
- Castleberry, Vivian; Matamoros, Brenda (2006). Seeds of Success : How a Few Women Changed the Landscape of American Business (em inglês). Dallas, TX: Women's Enterprise Magazine. ISBN 9780974649412

## Prêmios e reconhecimento
- 1984 - Nomeação do Texas Women's Hall of Fame
- 2004 - Prêmio Humanitário Gertrude Shelburne, Planned Parenthood Federation of North Texas
- 2014 - Prêmio Mulher Visionária[13][14]
- (3x) Prêmio "Katie" do Press Club of Dallas
- (2x) Prêmio United Press International
- Prêmio Destaques Estaduais
- (2x) Prêmio Nacional Penney-Missouri pela excelência geral das páginas femininas
- Prêmio Fórum de Jornalismo do Sudoeste
- Prêmio Buck Marryat por "excelentes contribuições e comunicações"[5]
- Prêmio Humanitário Bill Melton do Lions Clube Oak Cliff, abril de 2017